# Frank Kovacs
Frank Kovacs est un ancien joueur américain de tennis, né en 1919 et mort en 1990.

## Palmarès
- US Open : Finaliste en 1941
- US Pro : Finaliste en 1950; Demi-finaliste en 1942, 1946, 1947, 1948, 1949, 1952, 1953 et 1955
- Wembley Pro : Demi-finaliste en 1951